# Dýchací soustava
Dýchací soustava (lat. systema respiratorium, zast. dychadla nebo dýchadla) je orgánová soustava živočichů, která slouží k dýchání (respiraci), tedy výměně dýchacích plynů (kyslíku a oxidu uhličitého) mezi vnějším a vnitřním prostředím. Naprostá většina živočichů nutně potřebuje kyslík k buněčnému dýchání pro přeměnu živin na energii.

## Dýchání
Obratlovci dýchají prostřednictvím plic. Fáze dýchání, kdy se vzduch dostává do plic a zásobuje tak tělo kyslíkem, se nazývá vdech. Fáze, při které je vzduch z plic vytlačován a zároveň je z těla vylučován oxid uhličitý, se nazývá výdech. Celý tento proces se nazývá dýchání (ventilace). Molekuly kyslíku a oxidu uhličitého jsou při tomto procesu pasivně vyměňovány difuzí mezi okolním prostředím a krví. Tento proces se odehrává v plicních sklípcích (alveolech). Jednodušší živočichové používají k dýchání celý povrch těla. U členovců se však například vyvíjejí specializované dýchací orgány – vzdušnice – trubičky, ve kterých probíhá intenzivní výměna plynů, u mnohých obratlovců vznikají plíce, napříč živočišnou říší se mnohokrát vyvinuly žábry. Prostřednictvím žaber dýchají například ryby a mnoho bezobratlých živočichů. Obojživelníci využívají k výměně plynů významným podílem svou kůži. Dýchací soustavu mají také rostliny, nicméně směr výměny plynů probíhá přesně naopak než u živočichů. 
Dýchání představuje rovněž kaskádu chemických reakcí v buňkách, které se označují jako buněčné dýchání, tedy užití kyslíku k oxidaci organických molekul a k výrobě ATP. Dýchání je proces typický pro aerobní organismy.

## Dýchací soustava bezobratlých
Bezobratlí mohou dýchat celým povrchem těla nebo využívají žábry, plicní vaky, plášťovou dutinu a nebo vzdušnice.

## Dýchací soustava obratlovců

### Ryby
Ryby používají k dýchání speciální orgán nazývaný „vnitřní žábry“ skládající se z žaberních oblouků a žaberních lupínků. Během nádechu ryba otevře ústa a vpustí vodu do ústního otvoru. Během výdechu ryba ústa zavře a otevře skřele, kde proběhne výměna plynů. Kyslík ryba přijímá z vody z ústního otvoru, kterou v průběhu výdechu ryba vypouští do okolního prostředí. Některé ryby dýchají i vzdušný kyslík, k čemuž využívají různé přídatné dýchací orgány, jako plynový měchýř nebo labyrint. Dýchání vzdušného kyslíku může být u ryb fakultativní nebo obligatorní (ryby jsou na něm velice závislé).

### Obojživelníci
Obojživelníci dýchají několika způsoby:
- Celým povrchem těla.
- Pulci navíc dýchají žábrami podobně jako ryby, ovšem žábry mají vnější. Ty se jim v průběhu vývoje mění na vnitřní.
- Dospělci žábry zanikají a vznikají mu plíce. Protože však obojživelníci nemají dýchací svaly, musejí vzduch polykat, aby se mohl dostat do plic.

### Plazi
Všichni plazi dýchají plícemi, avšak hadi, skupina plazů, mají jednu plíci zakrnělou a dýchají pouze jednou plící.

### Ptáci
Ptáci potřebují nejefektivnější dýchací systém vůbec, neboť potřebují mnoho energie k létání. K tomu jim pomáhá systém vzdušných vaků. Podle nejnovějších výzkumů jej zdědili již po dinosaurech, u kterých se (v primitivnější podobě) vyvinuly jako adaptace na podmínky po permském vymírání. Vzduch z ústního otvoru prochází průdušnicí hlasovým ústrojím syrinx a poté průduškami do trubičkovitých plic. Na plíce je napojeno devět „vzdušných vaků“, které sahají i do dutých kostí. Většina ptáků má:
- 1 meziklíčkový vzdušný vak
- 2 krční vzdušné vaky
- 2 přední hrudní vzdušné vaky
- 2 zadní hrudní vzdušné vaky
- 2 břišní vzdušné vaky

Z plic jde vzduch do zadních vzdušných vaků (zadních hrudních a břišních). Při výdechu se přesune do plic, kde proběhne výměna plynů. Při druhém nádechu se přesune do předních hrudních, krčních a meziklíčkového vzdušného vaku a při druhém výdechu přes plíce zpět do průdušek, průdušnice a k nozdrám. Trvá tedy dva respirační cykly, než se vzduch dostane z těla, ne jeden jako u savců. Objem plic u ptáků zůstává permanentně stejný, zvětšuje a zmenšuje se jen objem vzdušných vaků.
Ostatní na plících založené dýchací soustavy mají při výdechu plíce naplněné vzduchem ochuzeným o kyslík a naopak přesycený oxidem uhličitým a proto při výdechu dochází jen k minimálnímu okysličování krve. U ptáků ale tím, že při výdechu proudí (ze zadních vzdušných vaků) do plic čerstvý vzduch, mohou ptáci okysličovat krev i při výdechu, což činí okysličování značně účinnější. V podstatě plícemi permanentně (při nádechu i výdechu) proudí čerstvý vzduch. Ptáci navíc mohou dýchat frekvencí 40 až 100 vdechů za minutu.

### Savci
Dýchací soustava člověka představuje soustavu orgánů, která zajišťuje výměnu plynů mezi krví a vnějším prostředím. Dýchací soustavu člověka a dalších obratlovců tvoří průdušnice (trachea), průdušky (bronchy), průdušinky (bronchioly), plíce a bránice.

## Choroby dýchací soustavy
Mnoho původců infekce se přenáší vzduchem, proto je dýchací soustava značně ohrožena.
Mezi nejčastější nemoci patří:
- Zápal plic
- Tuberkolóza plic (TBC)
- Průduškové astma